# Crâmpoia
Crâmpoia es una comuna ubicada en el distrito de Olt, Rumania.

## Superficie
Posee una superficie de 38,56 kilómetros cuadrados.

## Demografía
Hasta 2021 la población era de 3345 habitantes, con una densidad de población de 86,75 habitantes por kilómetro cuadrado.